# Catapán
Catapán o catepán (en griego antiguo: κατεπάνω, del griego κατά (katà) y ἐπάνος (epànos) ('aquel que está sobre o encima')[cita requerida] es el término usado inicialmente para indicar a un alto oficial bizantino.

## Función
El catapán era un oficial bizantino, que en la jerarquía militar estaba sobre el Strategos. En Italia, tras el año 970 el término indicaba al gobernador bizantino del Catapanato de Italia que reunía bajo de sí, con la tarea de reorganizarlos los themata de Calabria, Langobardia y Lucania a modo de gobernador militar y civil de toda la Italia meridional bizantina; el catapán tenía su sede en Bari.
El título de catapán fue conservado por los normandos, que lo concedieron a funcionarios diferentes (al gobernador de la ciudad, a un magistrado judicial o al oficial de la armería, de donde viene la palabra capitán), mientras que los españoles durante su dominación de la zona la usaron particularmente en Sicilia para los administradores locales.